# Travis Hafner
Pour les articles homonymes, voir Hafner.
Travis Lee Hafner (né le 3 juin 1977 à Pittsburgh, Pennsylvanie, États-Unis) est un ancien joueur de la Ligue majeure de baseball. Il évolue de 2002 à 2013 et joue 10 de ses 12 saisons avec les Indians de Cleveland.
À l'origine un joueur de premier but, Hafner est presque exclusivement employé dans le rôle de frappeur désigné durant sa carrière. En 2006 avec Cleveland, il mène la Ligue américaine avec une moyenne de puissance de ,659 et une OPS de 1,097. Cette année-là, il frappe 42 circuits et fait marquer 117 points. De 2004 à 2007, il connaît 4 saisons consécutives d'au moins 100 points produits.

## Carrière

### Carrière scolaire
En scolaire, Travis Hafner excelle en athlétisme, en basket-ball et en baseball. Il porte les couleurs de son lycée, Sykeston High School, dans ces trois disciplines et connait des sélections all-region en basket et termine troisième du championnat d'État en triple saut.
Il opte pour le baseball à l'université Cowley County Community College d'Arkansas City où il passe deux ans (1995-1997). Il est sélectionné junior college all-American en 1997 et MVP des JUCO World Series après avoir frappé trois coups de circuit lors de la finale remportée 4-2.

### Carrière professionnelle
Drafté par les Rangers du Texas en 1996, il intègre les ligues majeures en 2002. Durant l'hiver 2002-2003, il est échangé aux Indians de Cleveland.
Ces résultats sont moyens en 2003,  mais il signe tout de même un cycle (un simple, un double, un triple et un coup de circuit dans le même match) le 14 août 2003. Une première pour un Indian depuis 1978. Il s'impose définitivement en 2004 grâce à des belles statistiques au bâton. Il hérite alors du poste de batteur désigné. Il prologne son contrat en 2005 jusqu'en 2007 avec une option pour 2008.
Il s'affirme en 2006 comme l'un des puissants frappeurs de la ligue. Le 7 juillet, il devient ainsi le premier joueur de l'histoire de la Ligue a frapper cinq grand chelem avant la pause du match des étoiles. Cinq semaines plus tard, il égale le record de grand chelem sur une saison (6) détenu par Don Mattingly. La saison d'Hafner est écourtée après un incident le 1er septembre. Un lancer au cours d'un match contre les Rangers du Texas l'atteint à la main : un os est brisé et sa saison est terminée,.
Sur la saison 2007, ses prestations sont en retrait par rapport aux saisons précédentes avec une moyenne au bâton de .266 contre .308 en 2006, .305 en 2005 et .311 en 2004. La saison suivante, Hafner est gêné par des blessures qui l'écartent des terrains pendant les deux-tiers de la saison.

## Statistiques
| Saison | Équipe    | G   | AB   | R   | H   | 2B  | 3B | HR  | RBI | SB | BA   |
| ------ | --------- | --- | ---- | --- | --- | --- | -- | --- | --- | -- | ---- |
| 2002   | Texas     | 23  | 62   | 6   | 15  | 4   | 1  | 1   | 6   | 0  | .242 |
| 2003   | Cleveland | 91  | 291  | 35  | 74  | 19  | 3  | 14  | 40  | 2  | .254 |
| 2004   | Cleveland | 140 | 482  | 96  | 150 | 41  | 3  | 28  | 109 | 3  | .311 |
| 2005   | Cleveland | 137 | 486  | 94  | 148 | 42  | 0  | 33  | 108 | 0  | .305 |
| 2006   | Cleveland | 129 | 454  | 100 | 140 | 31  | 1  | 42  | 117 | 0  | .308 |
| 2007   | Cleveland | 152 | 545  | 80  | 145 | 25  | 2  | 24  | 100 | 1  | .266 |
| 2008   | Cleveland | 57  | 198  | 21  | 39  | 10  | 0  | 5   | 24  | 1  | .197 |
| 2009   | Cleveland | 94  | 338  | 46  | 92  | 19  | 0  | 16  | 49  | 0  | .272 |
| 2010   | Cleveland | 118 | 396  | 46  | 110 | 29  | 0  | 13  | 50  | 2  | .278 |
| Totaux | Totaux    | 941 | 3252 | 524 | 913 | 220 | 10 | 176 | 603 | 9  | .281 |

| Saison | Équipe    | G  | AB | R | H | 2B | 3B | HR | RBI | SB | BA   |
| ------ | --------- | -- | -- | - | - | -- | -- | -- | --- | -- | ---- |
| 2007   | Cleveland | 11 | 43 | 6 | 8 | 1  | 0  | 2  | 4   | 0  | .186 |
| Totaux | Totaux    | 11 | 43 | 6 | 8 | 1  | 0  | 2  | 4   | 0  | .186 |

Note : G = Matches joués ; AB = Passages au bâton; R = Points ; H = Coups sûrs ; 2B = Doubles ; 3B = Triples ; 
HR = Coup de circuit ; RBI = Points produits ; SB = Buts volés ; BA = Moyenne au bâton.